# Gwiazda Pistolet
Gwiazda Pistolet – młoda, masywna gwiazda położona w gwiazdozbiorze Strzelca, jedna z najjaśniejszych znanych. Należy do gromady Quintuplet.

## Właściwości fizyczne
Ma wielkość absolutną −13,2m. Temperatura jej powierzchni wynosi ok. od 14 do 21 tysięcy K. Jej średnica przekracza 300–400-krotnie średnicę Słońca, a jasność – ponad 1–10 milionów razy. Jej wiek szacuje się na ok. 2 miliony lat.
Gwiazda Pistolet położona jest w kierunku centrum naszej Galaktyki. Bezpośrednie obserwacje w świetle widzialnym nie są możliwe z powodu przesłaniania przez pył międzygwiazdowy. Ponieważ gwiazda znajduje się za mgławicą, której kształt przypomina dym wystrzelający z pistoletu, nazwano ją Gwiazdą Pistoletem.
W latach 90. XX wieku za pomocą kamer teleskopu Hubble’a pracujących w podczerwieni po raz pierwszy udało się dostrzec tę gwiazdę bezpośrednio.
Jako ekstremalnie masywna gwiazda (ok. 100 M☉), gwiazda Pistolet wybuchnie najprawdopodobniej za ok. 3 mln lat jako supernowa lub hipernowa.